# Thorfinn (prénom)
Pour l’article ayant un titre homophone, voir Thorfin.
Cette page présente le prénom Thorfinn ainsi que ses variantes.
Thorfinn est un prénom masculin scandinave dérivé du vieux norrois Þórfinnr, formé des éléments Þór(r) « Thor », dieu du tonnerre dans la mythologie nordique, et finnr « finnois, sami »,,. Ce prénom, assez rare de nos jours, se rencontre essentiellement en Norvège.
Le prénom Thorfinn est à l'origine du nom à suffixe patronymique Thorfinnsson (« Fils de Thorfinn »). Sa variante islandaise est Þorfinnur.

## Personnages historiques
- Thorfinn Einarsson, comte des Orcades du Xe siècle ;
- Thorfinn Karlsefni, explorateur islandais du début du XIe siècle ;
- Thorfinn Sigurdsson, comte des Orcades du XIe siècle ;
- Thorfinn de Hamar (en) (mort en 1285), saint catholique norvégien.

## Personnalités contemporaines
- Pour l'ensemble des articles sur les personnes portant ce prénom, consulter :
  - la liste des articles dont le titre commence par ce prénom
  - les listes produites par Wikidata : Liste des personnes de prénom « Thorfinn (prénom) » — même liste en incluant les éventuels prénoms composés qui contiennent « Thorfinn (prénom) ».